# میدل فورک (تنسی)
میدل فورک (به انگلیسی: Middle Fork) یک منطقهٔ مسکونی در ایالات متحده آمریکا است که در شهرستان هندرسون، تنسی واقع شده‌است. میدل فورک ۱۷۳٫۱۳ متر بالاتر از سطح دریا واقع شده‌است.